# Raphaël Stacchiotti
Raphaël Stacchiotti (* 9. März 1992 in Luxemburg) ist ein ehemaliger luxemburgischer Schwimmer.

## Erfolge
Stacchiotti nahm viermal an Olympischen Spielen teil. Bei seinem Olympiadebüt in Peking, bei dem er erst 16 Jahre alt war, schied er über 200 m Freistil in seinem Vorlauf als Achter und Letzter vorzeitig aus. Zwei Jahre darauf vertrat er Luxemburg auch bei den Olympischen Jugend-Sommerspielen in Singapur, wo er in fünf Wettbewerben antrat. Sein bestes Resultat war ein neunter Platz über 200 Meter Lagen. Bei den Olympischen Spielen 2012 in London verpasste er über 200 m Lagen um eine Zehntelsekunde die Halbfinalqualifikation. Über 400 m Lagen reichte ihm auch ein neuer nationaler Rekord über 4:17,20 min nicht für den Einzug ins Halbfinale. Vier Jahre später in Rio de Janeiro gewann Stacchiotti zwar seinen Vorlauf über 200 m Lagen, seine Zeit war jedoch zu langsam, um die nächste Runde zu erreichen. Über 400 m Lagen wurde er in seinem Vorlauf Siebter. Er trat 2016 außerdem auch im Wettkampf über 100 m Freistil an und schloss seinen Vorlauf auf dem sechsten Rang ab. Bei den 2021 ausgetragenen Olympischen Spielen 2020 in Tokio schwamm Stacchiotti lediglich die Strecke über 200 m Lagen und beendete seinen Vorlauf in 2:03,17 min auf dem letzten Platz. Sowohl bei den Spielen 2008 als auch 2020 war er bei der Eröffnungsfeier jeweils Fahnenträger der luxemburgischen Delegation gewesen.
Im Laufe seiner Karriere gewann Stacchiotti über 70 nationale Titel und stellte zahlreiche neue Landesrekorde auf. Besonders erfolgreich war er bei den Spielen der kleinen Staaten von Europa, bei denen er 40 Gold-, 7 Silber- und 2 Bronzemedaillen gewann. Er nahm auch an zahlreichen Welt- und Europameisterschaften teil, konnte jedoch nie eine Medaille gewinnen.
Nach den Olympischen Spielen 2020 beendete Stacchiotti seine Karriere. Er arbeitet als Sportkoordinator für die Gemeinde Bissen und ist Vater von Zwillingen.

## Politik
Zur Kammerwahl 2023 tritt Stacchiotti als Kandidat der liberalen Demokratesch Partei an.